# Theologos Daridīs
Theologos Daridīs (in greco Θεολόγος Δαρίδης?; Orestiada, 18 luglio 1991) è un pallavolista greco, libero dell'OFĪ Creta.

## Carriera

### Club
La carriera di Theologos Daridīs inizia nel settore giovanile dell'Orestiada, dove gioca fino al 2006, quando approda per quattro annate al Foinikas Syro, in A2 Ethnikī, centrando la promozione in A1 Ethnikī, dove esordisce nel campionato 2008-09. Nella stagione 2010-11 gioca per il Milōn, nuovamente in A2 Ethnikī, ma già nella stagione seguente fa ritorno in massima serie col Panathīnaïkos.
Dopo una annata nuovamente col Milōn, questa volta in Volley League, nel campionato 2013-14 approda per un triennio all'Ethnikos Alexandroupolīs, che lascia nella stagione 2016-17 per vestire nuovamente la maglia del Panathīnaïkos. Nella stagione 2017-18 approda all'Olympiakos, vincendo due annate altrettanti scudetti e Coppe di Lega. 
Rientra in campo nel campionato 2020-21 facendo ritorno al Milōn, prima di accasarsi nel campionato seguente all'OFĪ Creta.

### Nazionale
Fa parte delle selezioni greche giovanili tra il 2008 e il 2011. 
Nell'estate del 2018 fa inoltre il suo esordio in nazionale maggiore, aggiudicandosi la medaglia di bronzo ai XVIII Giochi del Mediterraneo di Tarragona. Un anno dopo si aggiudica l'argento all'European Silver League.

## Palmarès

### Club
- Campionato greco: 2

2017-18, 2018-19
- Coppa di Lega: 2

2017-18, 2018-19

### Nazionale (competizioni minori)
- Giochi del Mediterraneo 2018
- European Silver League 2019